# Ralf D. Bode
Ralf Detlef Bode (* 31. März 1941 in Berlin; † 27. Februar 2001 in Santa Monica, Kalifornien) war ein US-amerikanischer Kameramann deutscher Herkunft.

## Leben
Ralf Bode wuchs die ersten 14 Jahre seines Lebens in Deutschland auf, ehe seine Familie 1956 in die Vereinigten Staaten auswanderte, wo er an den Universitäten von Vermont und Yale studierte. Schon immer an Fotografie und Film interessiert, war er zunächst für die Produktion von Ausbildungsfilmen der United States Army verantwortlich, als er im US Army Signal Corps seinen Militärdienst ableistete.
Nach seiner Ausmusterung begann Bode seine Karriere beim Film in den frühen 1970er Jahren als Kameramann bei der Produktion von Werbespots und wechselte 1974 zu Independent-Filmen. Als Oberbeleuchter und Kameramann der 2nd Unit war er unter anderem 1976 an der Produktion von Rocky beteiligt.
Bereits ab 1972 war er Chef-Kameramann und stand ab diesem Zeitpunkt für 49 Spielfilme hinter der Kamera. Bode befand sich am Zenit seiner Karriere, als er 1981 für seine Arbeit bei Nashville Lady für den Oscar in der Kategorie Beste Kamera nominiert wurde.
Zusätzlich zu seiner Arbeit bei Film und Fernsehen war Bode Dozent an der Los Angeles Film School.
Obwohl er stets Nichtraucher war, erkrankte Bode an Lungenkrebs, an dem er wenige Wochen vor seinem 60. Geburtstag starb. Er hinterließ seine Frau Christine sowie seine beiden Söhne Paul Bode (Kamera- und Produktionsassistent) und Max Bode (Theaterschauspieler).

## Filmografie (Auswahl)
- 1977: Nur Samstag Nacht (Saturday Night Fever)
- 1977: Secrets of the Gods
- 1980: Nashville Lady (Coal Miner's Daughter)
- 1980: Dressed to Kill
- 1983: Gorky Park
- 1985: Bring on the Night (Bring on the Night)
- 1986: Die Whoopee Boys
- 1987: Chicago Blues (The Big Town)
- 1988: Angeklagt (The Accused)
- 1989: Seitensprünge (Cousins)
- 1989: Allein mit Onkel Buck (Uncle Buck)
- 1989: Last Rites – Sakrament für einen Mörder (Last Rites)
- 1991: Selbstjustiz – Ein Cop zwischen Liebe und Gesetz (One Good Cop)
- 1992: Love Field – Liebe ohne Grenzen (Love Field)
- 1993: Made in America
- 1994: Safe Passage
- 1994: Bad Girls
- 1995: The Big Green – Ein unschlagbares Team (The Big Green)
- 1995: Don Juan DeMarco
- 1999: Annie – Weihnachten einer Waise (Annie)
- 2000: Boys, Girls & a Kiss (Boys and Girls)

## Auszeichnungen
- 1981: Nominiert für den Oscar in der Kategorie Beste Kamera für Nashville Lady (Coal Miner’s Daughter)